# 歐尼特
歐尼特（Nathaniel Fitzwilliam Archibald）（劇中生日：1991年5月7日），美國熱門電視劇《花邊教主》中的男主角。

## 個人背景（電視劇）
歐尼特（Nate）昰Howard和Anne Archibald的獨生子。他是上東城最英俊的男生，被叫作“Golden Boy”。歐尼特，韋倩蓮（Serena），胡貝雅（Blair）從小孩子就是非常要好的朋友。Nate和Blair從幼兒園就約會，但Nate的心中最愛的還是Serena。在Sheppard家的婚禮上，Nate和Serena在酒吧台上發生性行為，Nate失了他的“第一次”。Nate和Serena之間的感情很複雜。

## 个性
- 喜欢：帆船；曲棍球；的士；加州；在中央公园玩飞盘；地图
- 不喜欢：对抗；谎言；几何学；葡萄味的Jolly Ranchers甜点；无所事事
- 最好的朋友：白齊克
- 喜欢的人：韋倩蓮；胡貝雅
- 最喜欢的时尚饰品：羊绒毛衣
- 最喜欢纽约的地方：Sheep Meadow；John's Pizza Chinatown；Butter；Loeb Boathouse；Grand Central
- 最喜欢的音乐：Kanye West；Jay-Z；Timbaland
- 最喜欢的作家：Jack Kerouac；Jon Krakauer；Jack London；Tom Perrotta
- 最喜欢的电影：《教父I、II》
- 最喜欢的设计师：Brooks Brothers, J Crew, Paul Stewart, Trovata
- 最喜欢的电视节目：《宋飞正传》；《辛普森一家》；《迷》；《白宫风云》
- 心目中的英雄人物：Christopher McCandless
- 格言：I'm just trying to do what's right.

## 感情生活
- 韋倩蓮
  - 開始：Pilot前(1.01) （一夜情）
    - 確認於：Pilot (1.01)

  - 第二段：
    - 開始：Summer, Kind of Wonderful前 (2.01)
      - （假装交往）

- 胡貝雅
  - 第一段：
    - 開始：Pilot前 (1.01)
    - 結束：Victor, Victrola (1.07)
      - 原因：胡貝雅發現歐尼特心中愛的是韋倩蓮

  - 第二段：
    - 開始：Hi, Society (1.10)
    - 結束：School Lies (1.12)
      - 原因：歐尼特受白齊克威脅

  - 第三段：
    - 開始：School Lies (1.12)
    - 結束：The Thin Line Between Chuck and Nate (1.13)
      - 原因：歐尼特發現胡貝雅和白齊克做愛

- Vanessa Abrams
  - 第一段：
    - 開始：Desperately Seeking Serena (1.15)
    - 結束：Much I Do About Nothing (1.18)
      - 原因：歐尼特太忙碌及不想有女朋友

  - 第二段：
    - 開始：It's A Wonderful Lie (2.12)

- Catherine Mason
  - 開始：Summer, Kind of Wonderful前 (2.01)
  - 結束：The Ex-Files (2.04)
    - 原因：胡貝雅威脅Catherine；把她和繼子有染的事告訢她丈夫

- 韓珍妮
  - 開始：Pret-a-Poor-J (2.08)
  - 結束：The Magnificent Archibalds (2.11)
    - 原因：他們聚少離多；沒有真正約會過